# Кучер Роман Володимирович
Роман Володимирович Ку́чер (1925–1991) — український хімік. Академік АН УРСР. Дійсний член НТШ (1992, посмертно). Син українського фізика Володимира Кучера.

## Життєпис
Народився 12 березня 1925 р. у Львові. 

Закінчив Львівський університет ім. І. Франка 1947 року. Після закінчення працював у ньому до 1966 року, професор з 1964 року. 1965 року Р. В. Кучера обрано членом-кореспондентом АН України, а в 1972 р. — академіком АН України. 1966 року він організував і очолив відділ радикальних процесів Інституту фізико-органічної хімії та вуглехімії НАН України (м. Донецьк) і кафедру фізичної хімії Донецького держуніверситету.
1982—86 — директор Інституту геології і геохімії горючих копалин АН УРСР, з 1987 — керівник Відділення Інституту фізичної хімії АН УРСР (Львів).
У період 1966—1980 р. академіком Р. В. Кучером в м. Донецьку була створена наукова школа фізикохіміків, основні наукові напрямки якої присвячені дослідженням процесів рідиннофазового окиснення. 1962 року відкрив кінетичний закон накопичення проміжного продукту, що утворюється по молекулярному та витрачається по ланцюговому механізму в ланцюгових реакціях при введенні сильного інгібітору. Встановив топохімічні особливості вільнорадикального окиснення вуглеводнів у емульсіях.
Помер у Львові 24 вересня 1991 року, похований на Личаківському цвинтарі, поле № 35.

## Нагороди
- Державна премія України в галузі науки і техніки (1993, посмертно).
- Премія ім. Л. Писаржевського АН УРСР (1975).